# Jugowice

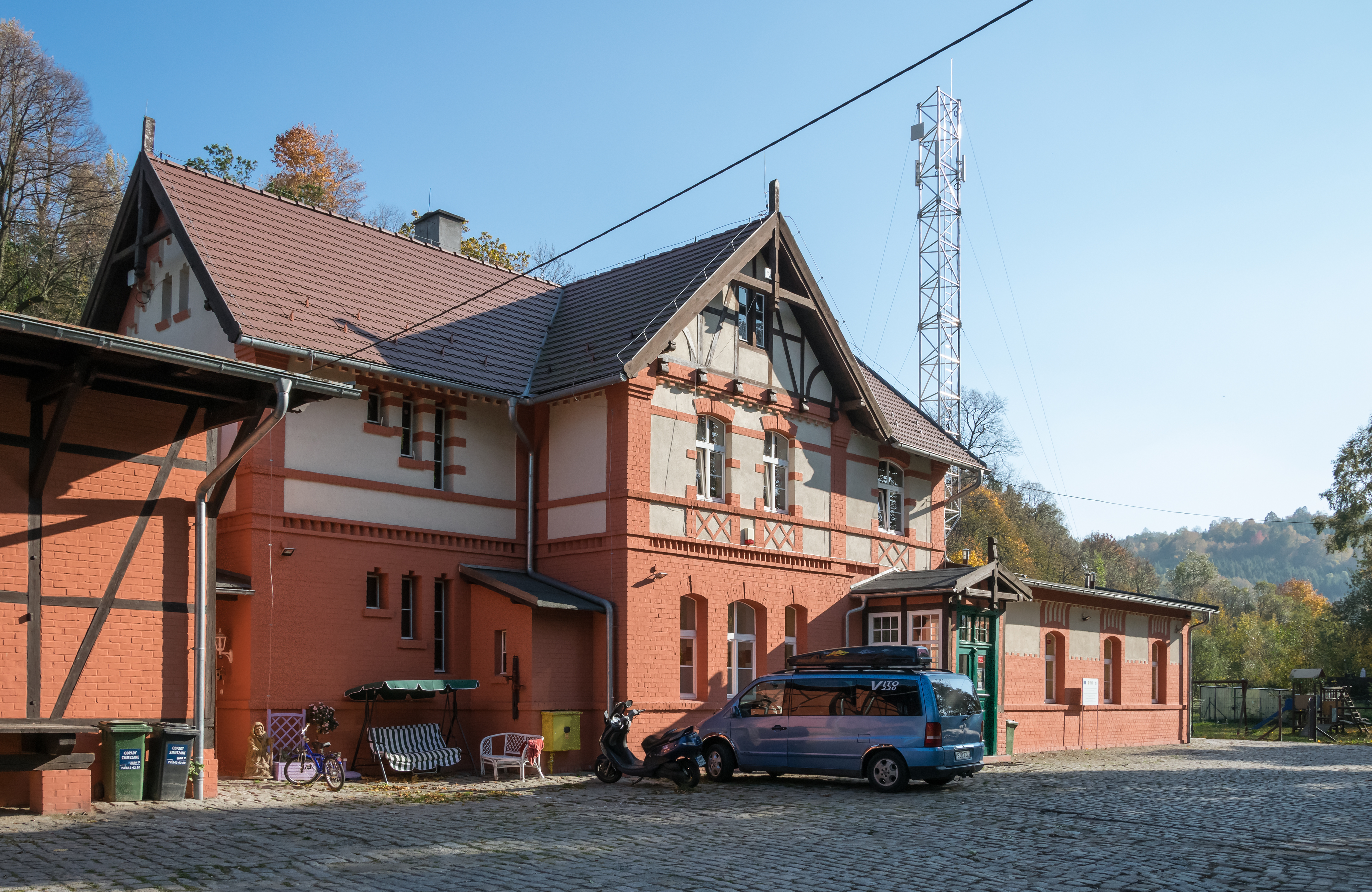
Dawna stacja kolejowa, obecnie ośrodek kultury

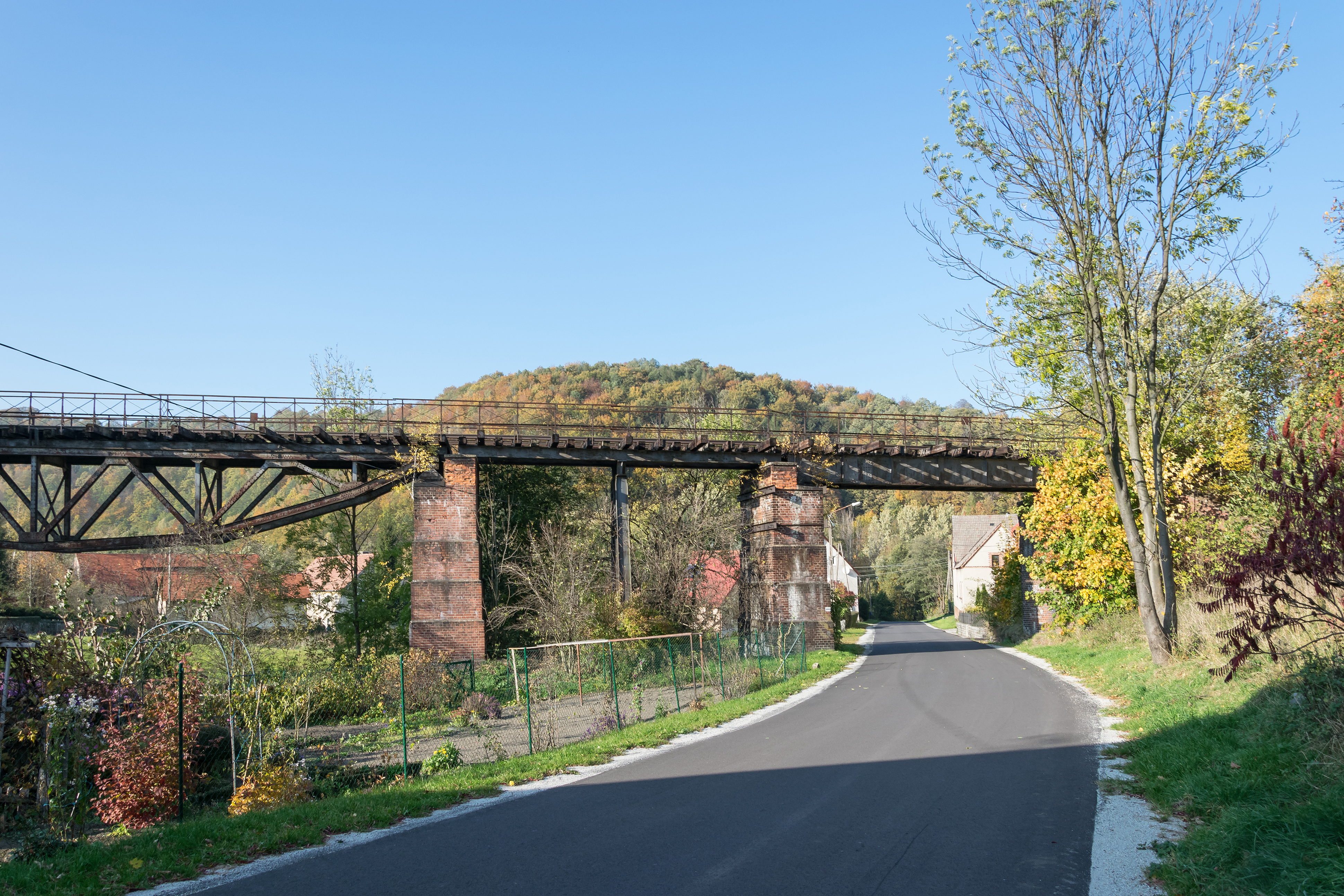
Wiadukt kolejowy w Jugowicach

Jugowice (niem. Hausdorf) – wieś w Polsce położona w województwie dolnośląskim, w powiecie wałbrzyskim, w gminie Walim.

## Położenie
Jugowice to duża wieś łańcuchowa o długości około 2,3 km, leżąca na granicy Gór Sowich i Gór Wałbrzyskich, wzdłuż rowu Bystrzycy, na wysokości 370–400 m n.p.m.

## Podział administracyjny
W latach 1975–1998 miejscowość administracyjnie należała do województwa wałbrzyskiego.

## Historia
Jugowice powstały pod koniec XIII wieku, początkowo były wsią leśno-rolniczą, później rozwinęło się tu tkactwo chałupnicze. W 1786 roku w miejscowości były: szkoła ewangelicka, dwa młyny wodne i bielnik, oraz 25 warsztatów tkackich. W 1825 roku we wsi posiadającej wtedy status wolnego sołectwa było: 69 domów, szpital, trzy bielniki i dwa magle, w roku 1840 doszły do tego trzy młyny wodne. Od połowy XIX wieku po upadku tkactwa chałupniczego nastąpił rozwój turystyki, związany z przeprowadzeniem linii kolejowej oraz elektrycznej Kolei Walimskiej. na początku XX wieku w miejscowości działało kilka niewielkich zakładów przemysłowych takich jak: gazownia, cegielnia, wytwórnia ceramiki, bielnik i tkalnia. W czasie II wojny światowej w Jugowicach znajdowała się filia obozu koncentracyjnego Groß-Rosen. Po II wojnie światowej we wsi działały zakłady płyt wiórowych Suprema.

## Zabytki
Do wojewódzkiego rejestru zabytków wpisane są:
- dzwonnica cmentarna, drewniana, z 1828 roku,
- dom, przy ul. Górnej 18, z 1829 roku.

Inne zabytki:
- dwór przy ul. Głównej 4, z drugiej połowy XIX w.
- linia kolei bystrzyckiej,
- dawny młyn przy ul. Głównej 27, z 1781 roku.
- zabudowania stacji kolejowej z początku XX wieku.

## Szlaki turystyczne
W Jugowicach zaczyna się  Szlak Martyrologii, prowadzący przez Kolce do Głuszycy.